# Michael Jakosits
Michael Georg Jakosits (Zweibrücken, 21 gennaio 1970) è un tiratore a segno tedesco.

## Palmarès

### Olimpiadi
- 1 medaglia:
  - 1 oro (Barcellona 1992 nei 10 metri bersaglio mobile)